# Neustädter-Markt-Brunnen

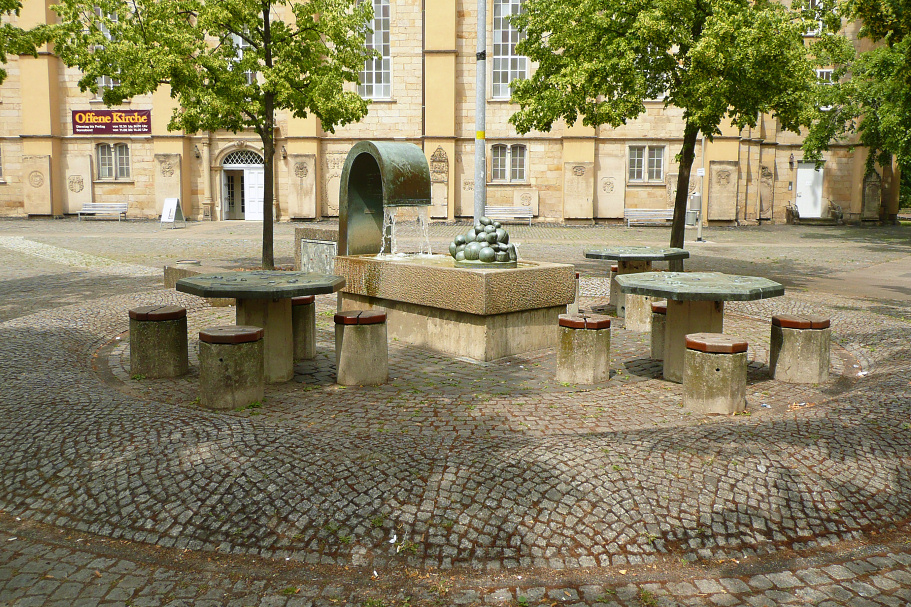
Neustädter-Markt-Brunnen

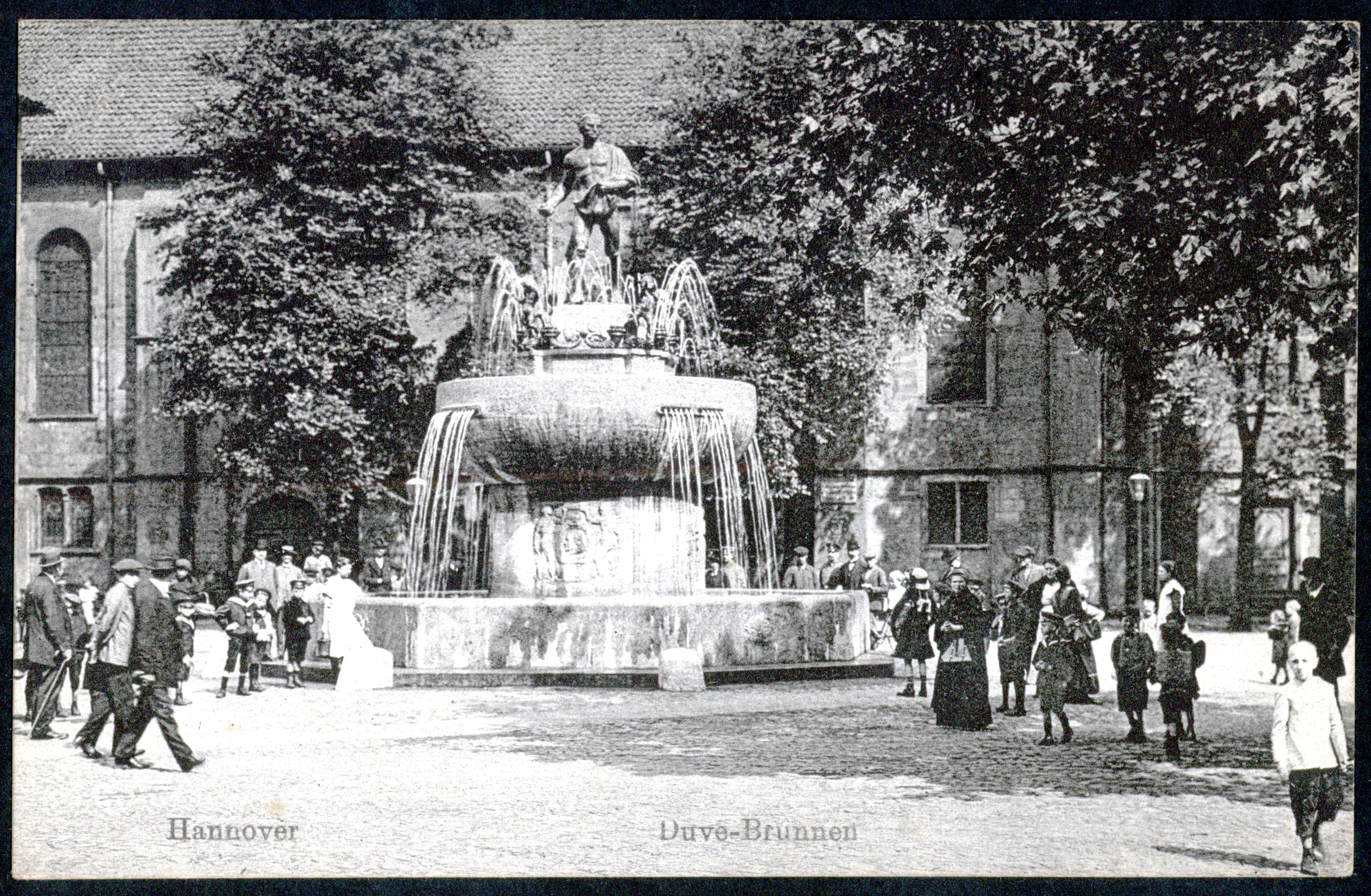
Der 1916 errichtete Duve-Brunnen auf dem Platz des heutigen Tischbrunnens vor der Neustädter Kirche

Der Neustädter-Markt-Brunnen in Hannover wurde 1973/74 von Max Sauk geschaffen. Die auch „Tischbrunnen“ genannte Anlage im Zentrum des Neustädter Markts wurde privat initiiert und gestiftet. Sie befindet sich vor dem Eingang zur Neustädter Kirche.
Der Brunnen nimmt den Platz des 1953 versetzten Duve-Brunnens ein. Ein 20 Zentimeter hoher Wall aus Kleinpflaster umringt das aus Bronze und Sandstein gefertigte Ensemble, das aus drei Tischen mit Sitzgelegenheiten und dem eigentlichen Brunnen mit Wasserspeier und Bronzefrüchten besteht. Seitlich am Wasserspeier ist die Möglichkeit vorgesehen, Zapfhähne anzubringen und Bierleitungen durch Leerrohre zu führen, wodurch bei laufendem Betrieb zusätzlich wassergekühltes Bier gezapft werden kann.